# 川之江三島バイパス
川之江三島バイパス（かわのえみしまバイパス）は、愛媛県四国中央市内を東西に貫く、国道11号のバイパス道路。

## 概要

### 概説
北に瀬戸内海、南に四国山地が迫り、南北に平野部が狭い地形のため、今まで国道11号以外に大きな幹線道路がなく慢性的な交通渋滞が発生していた。その解消策としての一環として1972年度に川之江三島バイパス事業に着手し、1985年3月に最初の開通区間となる国道192号から県道上分三島線と接続する一貫田交差点迄1.4km区間の供用が始まった。以後は順次暫定2車線での供用と4車線拡幅が進められ、2009年3月迄に全長10.1kmのうち四国中央市上分町から四国中央市具定町までの終点側6.5kmが供用され、うち3.5kmが4車線の完成区間となっている。
一方、未供用区間として残る起点側3.6kmでは、当初の計画ルート上にあった四国地方最大級の長方形墳である宇摩向山古墳が2011年度に国の史跡に指定された事から、道路の事業主体である国土交通省松山河川国道事務所と四国中央市はルート変更する方針を2017年3月に示した。また、併せて市道川之江山田井線との交差点を立体交差から平面交差に変更する事も公表されている。
これらの計画は2018年10月の愛媛県都市計画審議会にて都市計画の変更案が承認されており、2020年度現在、これらの変更を踏まえた調査設計業務が松山河川国道事務所により行われている。

### 道路諸元
- 構造規格：第4種第1級[2]
- 車線数：4車線（一部暫定2車線）[2]
- 道路幅員：30.0m,25.0m（一部12.0m）[2]
- 車線幅員：3.5m[2]
- 設計速度：60km/h[2]
- 延長：10.1km[2]
- 制限速度：60km/h（暫定2車線区間は50km/h）

## 沿革
- 1972年（昭和47年）：事業に着手する[3]
- 1979年（昭和54年）：測量に着手する[3]
- 1982年（昭和57年）：工事に着手する[3]
- 1985年（昭和60年）3月27日：四国中央市上分町（国道192号交点） - 四国中央市下柏町（愛媛県道124号交点）間の1.6km、暫定2車線で開通[4]。
- 2007年（平成19年）3月20日14時：四国中央市中曽根町（国道319号交点） - 四国中央市中之庄町間、550mが開通。
- 2009年（平成21年）3月20日16時：四国中央市上分町（愛媛県道5号交点 - 国道192号交点間）600mおよび四国中央市中之庄町 - 四国中央市具定町900mが開通。これにより終点部が国道11号と接続した。

## 沿線
- 四国中央市消防防災センター
- フレッシュバリュー三島店
- ハローズ三島店
- 下柏の大柏（国の天然記念物）
- イオンタウン川之江（フジ四国中央店ほか。かつてはイオン(旧ジャスコ)川之江が中核店舗だった。）
- 松山自動車道三島川之江インターチェンジ
- しこちゅ〜ホール（四国中央市市民文化ホール）
- フレッシュバリュー上分店